# Isla del Rey
Isla del Rey is een van de drie eilanden die deel uitmaken van de archipel van Islas Chafarinas, samen met Isla del Congreso en Isla de Isabel II. Het is een van de Plazas de soberanía, gelegen in de Middellandse Zee, in Noord-Afrika. Het is onbewoond en wordt beheerd door het Spaanse ministerie van Defensie .